# 柳田盈文
柳田 盈文（やなぎた つねふみ、1920年9月18日 - 1991年2月10日）は、日本の経営者。東急建設社長を務めた。神奈川県横浜市出身。

## 経歴
1937年に東京横浜電鉄(のちの東京急行電鉄)に入社し、1940年には攻玉社高等工学校土木科を卒業。
1970年に取締役に就任し、1973年に常務、1985年に専務を経て、1985年12月には東急建設社長に就任。1990年6月には副会長に退いた。
1991年2月10日肺炎のために死去。70歳没。